# Северен китоподобен делфин
Северните китоподобни делфини (Lissodelphis borealis) са вид средноголеми бозайници от семейство Делфинови (Delphinidae).
Разпространени са в северните части на Тихия океан, като предпочитат дълбоките води, отдалечени от бреговете. В сравнение с другите делфини тялото им е стройно и без перка или гребен по гърба. Достигат 60-100 kg маса и 2-3,1 m дължина, като мъжките са малко по-едри. Обикновено се срещат на групи от 5 до 200 животни, но понякога се наблюдават поотделно или в групи до 2000 екземпляра. Хранят се с риба и мекотели, които ловят на дълбочина до 200 m.